# Leptochilus menkei
Leptochilus menkei är en stekelart som beskrevs av Parker 1966. Leptochilus menkei ingår i släktet Leptochilus och familjen Eumenidae. Inga underarter finns listade i Catalogue of Life.